# Колесник, Андрей Иванович
Андрей Иванович Колесник (род. 26 февраля 1960 года, город Калининград) — российский государственный и политический деятель. Депутат Калининградской областной думы (с 2018), в прошлом — депутат Государственной думы VI созыва (2011—2016), член фракции «Единая Россия», член комитета Госдумы по транспорту. Президент-председатель правления ОАО «Калининградский морской торговый порт».
Из-за поддержки нарушения территориальной целостности Украины во время российско-украинской войны находится под персональными международными санкциями всех стран Европейского союза, Великобритании, США, Канады, Швейцарии, Австралии,  Японии,  Украины, Новой Зеландии.

## Биография
Родился Андрей Колесник 26 февраля 1960 года в городе Калининград, в семье капитана дальнего плавания и учителя истории. Аттестат о среднем образовании получил, завершив обучение в школе №49.

### Военная карьера
Проходил обучение, поступив в Калининградское высшее военно-морское училище на штурманский факультет. В 1979 году его перевели в Ленинград, в Высшее военно-морское училище подводного плавания имени Ленинского Комсомола. В 1982 году получил диплом о высшем образование и стал офицером ВМФ СССР.
После учёбы Андрей Колесник был направлен служить в 14-ю эскадру подводных лодок Балтийского флота в городе Лиепая. Поступил штурманом на дизель-электрическую подводную лодку проекта 629, оснащённую баллистическими ракетами. В 1983 году по результатам отбора переведён в закрытую часть специального назначения ВМФ в посёлке Парусное Калининградской области. Там на протяжении 8 лет командовал спецподразделением.
В 1991 году получил травму при прыжках с парашютом. Из-за невозможности нести боевую службу был переведён в преподаватели Калининградского высшего военно-морского училища. В 1993 году был уволен в запас по сокращению штатов.

### Спортивная карьера
В школьные годы занимался в секции вольной борьбы под руководством заслуженного тренера СССР Гранита Торопина. В 16 лет стал кандидатом в мастера спорта СССР по вольной борьбе.
В 1991 году стал одним из первых в стране мастером спорта СССР по рукопашному бою. Призёр чемпионатов Европы, выигрывал международные соревнования. Является заслуженным тренером России по универсальному бою. Как тренер воспитал чемпионов мира и Европы по универсальному бою. Обладатель 4-го дана черного пояса в карате.
С 2014 года ежегодно в Калининграде проводится турнир по универсальному бою на призы Андрея Колесника.

### Профессиональная карьера
В 2000 году завершил обучение в Калининградском государственном университете по специальности юриспруденция.
В 2003 году избран председателем Совета директоров ОАО «Калининградский морской торговый порт». В конце 2011 года после избрания в Государственную думу освобождён от исполнения обязанностей председателя и выведен из состава Совета. После завершения полномочий депутата Госдумы вернулся на должность президента-председателя правления ОАО «Калининградский морской торговый порт».
В июле 2023 года Центральный районный суд Калининграда удовлетворил иск Генпрокуратуры к депутату. Колесника обвинили в незаконном совмещении парламентской деятельности с владением и управлением Калининградским портом через родственников и доверенных лиц. Суд постановил взыскать с него 370 миллионов рублей, а также отобрать в доход государства около 52 тысяч акций порта. Экс-депутат не согласен с решением и планирует его обжаловать.

### Политическая карьера
На выборах в марте 2011 года избран депутатом окружного Совета депутатов города Калининграда. Являлся председателем постоянной комиссии по бюджету, финансам, налогам, экономической политике и муниципальной собственности.
С 2011 по 2016 год исполнял обязанности секретаря Калининградского регионального отделения ВПП «Единая Россия». С 2017 года является 1-м заместителем секретаря регионального отделения партии.
В декабре 2011 года баллотировался по спискам «Единой России» в Госдуму VI созыва, в результате распределения мандатов был избран депутатом. Срок полномочий завершён 1 декабря 2016 года. Входил в состав комитета ГД по транспорту, был также членом комитета ГД по обороне. Выступил соавтором 7 законодательных инициатив и поправок к проектам федеральных законов, из них приобрели статус закона. Среди принятых законопроектов — ужесточение наказания за незаконную добычу янтаря. Во время депутатского срока, с 2012 по 2015 годы, Распоряжением Правительства РФ включался в состав Морской коллегии при Правительстве РФ.
На выборах в сентябре 2018 года избран депутатом Калининградской областной думы. Занимался вопросами регулирования тарифов на теплоснабжение в Балтийске и компенсацией расходов населения до газификации региона.
В сентябре 2021 года избран в Государственную думу VIII созыва по 97-му избирательному участку (Калининград) от «Единой России».

## Международные санкции
Из-за нарушения территориальной целостности и независимости Украины во время российско-украинской войны находится под персональными международными санкциями разных стран.
23 февраля 2022 года внесён в санкционные списки стран Евросоюза за действия и политику, которые подрывают территориальную целостность, суверенитет и независимость Украины и еще больше дестабилизируют Украину.
24 февраля 2022 года включён в санкционный список Канады «близких соратников режима» за голосование о признании независимости «так называемых республик в Донецке и Луганске».
24 марта 2022 года, на фоне вторжения России на Украину, включён в санкционный список США за «соучастие в войне Путина» и «поддержку усилий Кремля по вторжению в Украину», Госдеп США заявил что депутаты Госдумы используют свои полномочия для преследования инакомыслящих и политических оппонентов, нарушают свободу информации, ограничивают права человека и основные свободы граждан России.
По аналогичным основаниям, с 25 февраля 2022 года находится под санкциями Швейцарии. С 26 февраля 2022 года находится под санкциями Австралии. С 11 марта 2022 года находится под санкциями Великобритании. С 18 марта 2022 года находится под санкциями Новой Зеландии. С 12 апреля 2022 под персональными санкциями Японии. Указом президента Украины Владимира Зеленского с 7 сентября 2022 года находится под санкциями Украины.

## Семья
Женат, четверо детей.

## Награды
Андрей Колесник отмечен: 
- почетной грамотой Президента РФ,
- благодарностью Президента РФ,
- благодарностью председателя Правительства РФ,
- Почётной грамотой председателя Государственной думы РФ,
- благодарностью заместителя Председателя Государственной думы,
- благодарностью комитета Государственной Думы РФ по обороне,
- благодарностью министра транспорта Российской Федерации [12].

Также он награждён: 
- медалью «За возвращение Крыма»,
- медалью «За службу в спецназе ГРУ»,
- медалью «За боевые заслуги»,
- нагрудным знаком «За укрепление обороноспособности государства»,
- медалью «За заслуги перед городом Калининградом»,
- орденом «За заслуги перед Калининградской областью»,
- удостоен медали «К 70-летию Калининградской области»[12].